# بريدراغ جيرميتش
بريدراغ جيرميتش هو لاعب كرة قدم صربي في مركز الوسط، ولد في 22 نوفمبر 1987 في شاباتس في صربيا. لعب مع نابريداك كروشيفاتس.

## وصلات خارجية
- بريدراغ جيرميتش على موقع قاعدة بيانات كرة القدم.إي يو (الإنجليزية)
- بريدراغ جيرميتش على موقع Soccerway.com (الإنجليزية)
- بريدراغ جيرميتش على موقع عالم كرة القدم.نت (الإنجليزية)